# ATLAS (programmeertaal)
ATLAS (‘Abbreviated Test Language for Avionics System’, ook wel ‘Abbreviated Test Language for All System’) is een gestructureerde programmeertaal voor het testen van avionica(sub)systemen middels een geautomatiseerd testapparaat (Automated Test Equipment, ATE).

## ATLAS
ATLAS is in feite een nauwkeurige beschrijving van het uitvoeren van een test van een avionicasysteem (Unit Under Test, UUT). Enerzijds beschrijft ATLAS (zie voorbeeld hieronder) de aansluit- of (test)invoersignalen (stimuli) en anderzijds wordt de meting van de uitvoersignalen beschreven en vergeleken met verwachte waarden en de toegestane toleranties. Gebaseerd op de meetresultaten kan een avionica(sub)systeem worden goedgekeurd of worden gezocht naar een fout (diagnose) voor het uitvoeren van een reparatie. In het laatste geval wordt ook veelal aangegeven welke component naar alle waarschijnlijkheid een fout/klacht veroorzaakt (Probable Cause of Failure, PCOF).
Afhankelijk van de mogelijkheden van het testapparaat kunnen naast analoge, digitale of hoogfrequente elektrische ook mechanische, inclusief versnelling, pneumatische, hydraulische of optische grootheden worden gemeten. Naast de specifieke op het Engels gebaseerde programmaregels (statements) voor het testen heeft ATLAS ook algemeen voorkomende programmaopdrachten zoals b.v. If-Then, For-Next en Call.

## Geschiedenis
Oorspronkelijk was de taal gedefinieerd in ARINC-416. Echter door het steeds complexer worden van de avionica, het gemis aan geavanceerde programmeermogelijkheden en het moeizame overbrengen van programma's naar andere/nieuwere testapparatuur (portabiliteit) bleek ATLAS niet meer te voldoen en is deze geëvolueerd in een meer moderne taal (ATLAS 2000, C/ATLAS).

## Structuur
De structuur van een ATLAS programma is als volgt:
Preamble-sectie
Heading/comments: programmainformatie
Declarations: declareren variabelen en dergelijke
Define procedures: beschrijving procedures
Define interface: beschrijving van de ATE-aansluitingen naar de te testen apparatuur (UUT)
Procedure-sectie
Program initialisation/setup: initialiseren van het hoofdprogramma
Program module #1: eerste programmamodule
…
Program module #n: laatste programmamodule
Program terminiation: programma-beëindiging

## Voorbeeld
Een typische ATLAS programmaregel voor het aansluiten van een invoersignaal en het meten en controleren van een uitvoersignaal ziet er als volgt uit:
```
...
0200  APPLY, AC SIGNAL, VOLTAGE-PP 7.5V, FREQ 3 KHZ, CNX HI=P1-1 $
...
0300  VERIFY, (VOLTAGE-AV INTO ‘VAVG’), AC SIGNAL, VOLTAGE-PP RANGE 64V TO 1V, SAMPLE-WIDTH 10MSEC, 
      SYNC-VOLTAGE 2 MAX 5, SYNC-NEG-SLOPE, MAX-TIME 0.5, GO-TO-STEP 400 IF GO, LL 0.5 UL 50, 
      CNX HI=P2-4 LO=P2-5, SYNC HI=P2-8 LO=P2-5 $ 
...
```

## Gerelateerde standaarden
De volgende standaarden behandelen ATLAS of zijn aan deze programmeertaal nauw verbonden: ARINC-416, ARINC-626, ARINC-627, IEEE-416, IEEE-716, IEEE-771, STANAG-3957, MIL-STD-1309.